# Andrzej Radiuk
Andrzej Radiuk (ur. 1 kwietnia 1934 we Lwowie) – polski lekkoatleta, płotkarz, następnie trener lekkiej atletyki.

## Życiorys
Był zawodnikiem warszawskich klubów Ogniwo (1951–1952) i Spójnia. W 1952 został mistrzem Polski juniorów w biegu na 110 metrów przez płotki. W 1957 ukończył studia w Akademii Wychowania Fizycznego w Warszawie. Po studiach przez cztery lata pracował jako nauczyciel wychowania fizycznego.
Od 1961 pracował jako trener lekkoatletyki, najpierw w Lotniku Warszawa, następnie w Legii Warszawa. Jego zawodnikami byli m.in. Leszek Wodzyński i Edward Wysocki. Od 1963 prowadził reprezentantów Polski juniorów w biegach płotkarskich, od 1964 reprezentantów Polski seniorów w tej konkurencji. Jego zawodnikami w reprezentacji byli m.in. Adam Galant, Marek Jóźwik, Adam Kołodziejczyk, Jan Pusty, Leszek Wodzyński, Mirosław Wodzyński (ostatni dwaj byli także jego zawodnikami klubowymi). W latach 1988–1993 był kierownikiem szkolenia Polskiego Związku Lekkiej Atletyki. Przed igrzyskami olimpijskimi w Atlancie (1996) był w PZLA koordynatorem przygotowań olimpijskich, w latach 1997–1999 kierował w PZLA blokiem sprintu, był także głównym metodykiem związku. Od 2004 jego zawodnikiem był Artur Noga.
Jest honorowym członkiem Polskiego Związku Lekkiej Atletyki. W 1999 został odznaczony Krzyżem Oficerskim Orderu Odrodzenia Polski.